# Inotrechus
Inotrechus is een geslacht van kevers uit de familie van de loopkevers (Carabidae). De wetenschappelijke naam van het geslacht is voor het eerst geldig gepubliceerd in 1989 door Dolzhanski & Ljovuschkin.

## Soorten
Het geslacht Inotrechus omvat de volgende soorten:
- Inotrechus injaevae Daizhanski et Ljovuschkin, 1989
- Inotrechus kurnakovi Dolzhanski et Ljovuschkin, 1989